# Národní íránská ropná společnost

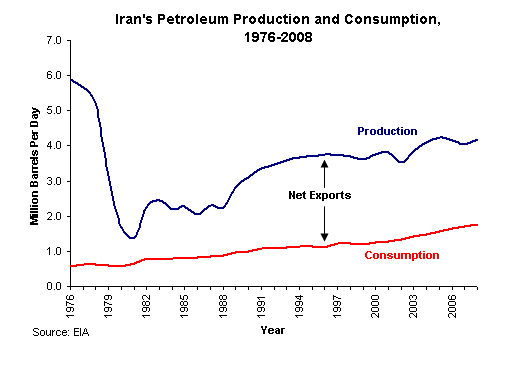
Produkce (modře) a spotřeba (červeně) ropy v Íránu

Národní íránská ropná společnost (persky شركت ملّی نفت ايران‎, anglicky National Iranian Oil Company, zkracováno NIOC) je íránský producent ropy a zemního plynu. Firma byla založena v roce 1948, je vlastněna státem a její vedení sídlí v Teheránu. Jedná se o druhou největší ropnou společnost na světě (po saúdskoarabském Aramcu).
V rámci Íránu má firma monopol v oblasti hledání, těžby, transportu a exportu ropy, zemního plynu a zkapalněného zemního plynu. Při exportu dbá na doporučení Organizace zemí vyvážejících ropu.